# Nyctimene robinsoni
Nyctimene robinsoni — вид рукокрилих, родини Криланових. 

## Середовище проживання
Цей вид зустрічається від східного Квінсленду до північної частини Нового Південного Уельсу, Австралія. Проживає в тропічних лісах і садах. 

## Стиль життя
Лаштує сідала на деревах і в густому листі. Як правило, ці рукокрилі поодинокі, але можуть бути знайдені в невеликих групах. Самиці народжують одне маля. 